# Setodes argentiferus
Setodes argentiferus är en nattsländeart som beskrevs av Mclachlan 1871. Setodes argentiferus ingår i släktet Setodes och familjen långhornssländor. Inga underarter finns listade i Catalogue of Life.